# Giovanni Arrighi

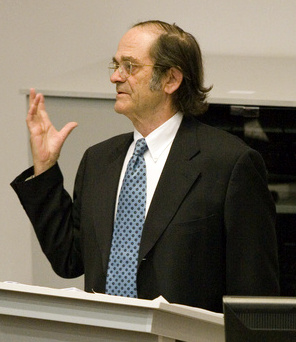
Arrighi in Grahamstad, 2007

Giovanni Arrighi (Milaan, 7 juli 1937 – Baltimore, 18 juni 2009) was een Italiaanse socioloog en econoom, gespecialiseerd in economische sociologie en internationale politieke economie.

## Levensloop
Arrighi werd in 1937 geboren als zoon van een tot fabrikant opgeklommen spoorwegarbeider. De familie aan zowel moeders- als vaderskant was antifascistisch gezind. Toen Arrighi achttien jaar was, overleed zijn vader en nam hij diens bedrijf over. Om te leren dit te leiden begon hij een studie economie aan de Università Bocconi, die hij echter afbrak toen hem duidelijk was dat aan die universiteit enkel neoklassieke theorie gedoceerd werd, waarin hij weinig herkende van het werkelijke functioneren van industriële processen.
Om toch te leren hoe productieprocessen werken, spendeerde Arrighi twee jaar in een bedrijf van zijn grootvader. Deze ervaring leverde het materiaal voor zijn afstudeerscriptie (1960). Daarop werkte hij enige tijd als onderzoeksassistent aan de universiteit (naar Italiaans gebruik onbezoldigd) en als manager bij Unilever.
In 1963 vertrok Arrighi naar Rhodesië en werd hij onderzoeker aan het University College of Rhodesia and Nyasaland, een Britse universiteit, die de jongste onderzoekers wel salaris betaalde. In Rhodesië maakte hij kennis met de culturele antropologie. Hij kwam in botsing met het regime-Smith, dat hem wegens lidmaatschap van de ZAPU gevangen zette. Na Rhodesië volgde een periode in Dar es Salaam, Tanzania, waar Arrighi zijn latere coauteur Immanuel Wallerstein ontmoette.
Terug in Italië (vanaf 1969) was Arrighi medeoprichter van de Gruppo Gramsci, waaruit naar zijn zeggen het oorspronkelijke idee van arbeidersautonomie voortkwam, dat Antonio Negri later in een "avontuurlijke" richting zou sturen.
Vanaf 1979 was Arrighi verbonden aan het Fernand Braudel Center van de Universiteit van Binghamton, waar hij met Wallerstein en Terence Hopkins aan de wieg stond van de wereld-systeemanalyse. Hij publiceerde zijn hoofdwerk, The Long Twentieth Century, in 1994, gevolgd door Chaos and Governance in the Modern World System (1999, met zijn echtgenote Beverly Silver) en Adam Smith in Beijing (2007). Vanaf 1998 was hij hoogleraar sociologie aan Johns Hopkins.
Arrighi overleed aan kanker op 71-jarige leeftijd.